# Gottfried Münzenberg
Gottfried Münzenberg (født 17. marts 1940 i Nordhausen, død 2. januar 2024) var en tysk fysiker, der bidrog til syntese af grundstofferne Bohrium, Meitnerium, Hassium, Darmstadtium, Roentgenium og Copernicium.